# Associazione Sportiva Dilettantistica Barletta 1922
A Società Sportiva Barletta Calcio é uma equipe de futebol italiana com sede na citdade de Barletta. Milita na Lega Pro.

## Historia
A S.S. Barletta Calcio assumiu esta nova denominação no fim da temporada 2007-08, em ocasião do retorno no futebol proficional, abandonando a última das várias denominações que se vem alterando desde 1995, quando era resistrado os últimos momentos do Barletta Calcio Sport, escluido do campeonato por inadimplenze economica quando dispultava a Serie C1.